# Micha Goldman
Micha Goldman (hebrejsky: מיכה גולדמן) je izraelský politik a bývalý poslanec Knesetu za stranu Ma'arach a Stranu práce.

## Biografie
Narodil se 10. října 1948 v obci Kfar Tavor. Sloužil v izraelské armádě, kde získal hodnost Staff Sergeant (Samal Rišon). Vystudoval samosprávný management na Haifské univerzitě. Pracoval pak jako agronom.

## Politická dráha
Byl starostou Kfar Tavor, člen izraelského olympijského výboru, zasedal v dozorčí radě Haifské univerzity a v letech 1984–1988 byl členem správní rady zbrojařského podniku Rafael Advanced Defense Systems.
V izraelském parlamentu zasedl poprvé po volbách v roce 1988, v nichž kandidoval za stranu Ma'arach, do které se tehdy sdružila i Strana práce. Byl členem výboru pro záležitosti vnitra a životního prostředí, výboru pro vzdělávání a kulturu, výboru pro ekonomické záležitosti, výboru House Committee a výboru pro zahraniční záležitosti a obranu. Předsedal podvýboru pro sport. Mandát obhájil po volbách v roce 1992, nyní už za samostatně kandidující Stranu práce. Byl členem výboru pro zahraniční záležitosti a obranu, výboru pro záležitosti vnitra a životního prostředí a výboru pro ekonomické záležitosti.
Zvolení se dočkal i ve volbách v roce 1996. Zasedal jako člen ve výboru pro záležitosti vnitra a životního prostředí (tomu i předsedal), výboru finančním, výbru pro imigraci a absorpci a výboru pro vzdělávání a kulturu. Předsedal výboru pro prošetření pádu mostu na makabiádě. Kandidoval i do voleb v roce 1999, ale mandát nezískal.
Zastával i vládní posty. V letech 1992–1996 byl náměstkem ministra školství.